# Wilhelm Specht (Mathematiker)

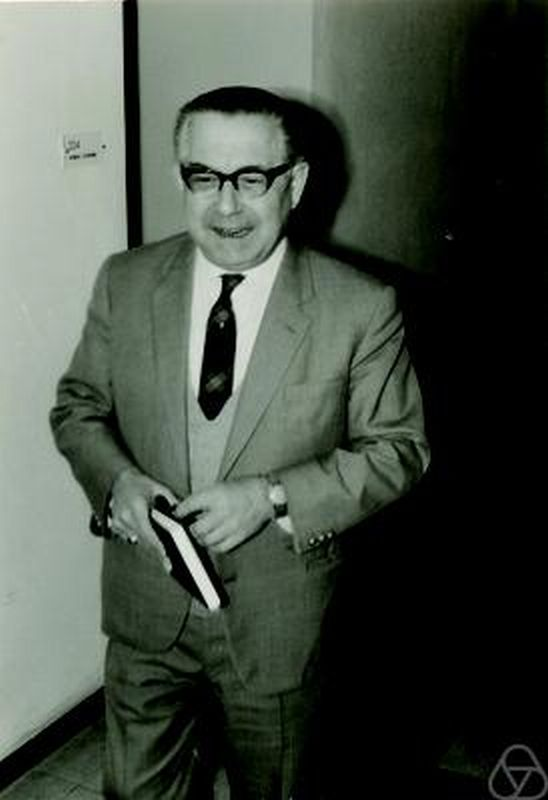
Wilhelm Specht in Erlangen (1967)

Wilhelm Otto Ludwig Specht (* 22. September 1907 in Rastatt; † 19. Februar 1985) war ein deutscher Mathematiker, der sich mit Gruppentheorie beschäftigte.

## Leben und Wirken
Specht ging in Berlin-Wilmersdorf in das Fichte-Gymnasium zur Schule. Er legte 1925 dort seine Reifeprüfung ab und studierte noch im selben Jahr an der Ludwig-Maximilians-Universität und der Friedrich-Wilhelms-Universität. Ab 1926 war er Mitglied des Corps Bavaria München. Mit einer Doktorarbeit bei Issai Schur und Erhard Schmidt wurde er 1932 zum Dr. phil. promoviert.
Er ging 1934 als Assistent an die Albertus-Universität Königsberg. 1937 wechselte er an die Schlesische Friedrich-Wilhelms-Universität, wo er sich im selben Jahr habilitierte. Bis Kriegsende war er Privatdozent in Breslau. Nach dem Krieg lehrte er an der Friedrich-Alexander-Universität Erlangen, ab 1948 mit vorläufiger Ernennung zum Professor und ab 1950 als o. Professor für Angewandte Mathematik (der Lehrstuhl war neu geschaffen worden). Er blieb dort bis zu seiner Emeritierung 1972.
Specht beschäftigte sich unter anderem mit der Darstellungstheorie der symmetrischen Gruppe, wo die nach ihm benannten Spechtmoduln (1935 eingeführt) eine wichtige Rolle spielen. Er schrieb 1956 ein Lehrbuch der Gruppentheorie für die Grundlehren-Reihe des Springer-Verlags.

## Schriften
- Gruppentheorie. Grundlehren der mathematischen Wissenschaften. Springer, 1956.
- Elementare Beweise der Primzahlsätze (= Hochschulbücher für Mathematik. Bd. 30). Deutscher Verlag der Wissenschaften, Berlin 1956.
- Algebraische Gleichungen mit reellen oder komplexen Koeffizienten. Enzyklopädie der mathematischen Wissenschaften. 1958.